# Huỳnh Kim Phụng
Huỳnh Kim Phụng còn có tên là Huỳnh Thị Kiên (1926-1970) là một nữ chiến sĩ cách mạng từng tham gia kháng chiến chống Pháp, kháng chiến chống Mỹ tại Vĩnh Long, Việt Nam.

## Cuộc đời
Bà sinh ra trong một gia đình nghèo, đông con tại ấp Thanh Bình, xã Quới Thiện, Vũng Liêm. Bà là người con thứ 8 nên còn có tên gọi Tám Phụng.
Nhà nghèo, cha mẹ mất sớm, tuy không được đến trường nhưng chứng kiến cảnh giặc Pháp đàn áp dã man người dân và các chiến sĩ cộng sản đã nung nấu lòng căm thù và hoài bão theo cách mạng.
Năm 1945, bà cùng 12 cô gái trong làng cùng cắt tóc xin vào lực lượng dân quân. Trong Cách mạng Tháng Tám, bà cùng dân quân địa phương nổi dậy đánh cướp chính quyền.
Bà được kết nạp Đảng Cộng sản Việt Nam năm 1948 và được rút về Văn phòng của Ủy ban Kháng chiến Hành chánh Vĩnh Long.
Năm 1952 bà được phân công về hoạt động và xây dựng cơ sở cách mạng tại 3 xã cù lao An Bình, Bình Hòa Phước, Đồng Phú.
Năm 1957 bà bị bắt giam tại Vĩnh Long, sau đó chuyển sang nhà tù Sa Đéc, rồi nhà tù Phú Lợi. Ở đây bà bị tra tấn nhiều nhưng vẫn không khai báo. Trong tù, bà đã liên lạc chi bộ trong nhà lao, phổ biến các chủ trương của Đảng và tham gia đấu tranh phát động đòi dân sinh, dân chủ trong nhà lao. Trong lần đấu tranh chống lại hành động đầu độc tù nhân chính trị, bà và một vài người được cho là cầm đầu bị đem giam riêng tại khám Hàng Keo (tỉnh Gia Định). Không được gì sau nhiều lần tra khảo dã man, bà được trả lại nhà tù Phú Lợi.
Năm 1961 bà hoạt động trở lại làm Chi ủy viên xã Đồng Phú. Năm 1962, bà làm Bí thư chi bộ Đảng Cộng sản Việt Nam xã Đồng Phú phụ trách cả ba xã cù lao. Tại đây bà làm khiếp sợ quân giặc với biệt danh "Tám cạc bin", nhiều lần cùng du kích băng đồng vượt sông vào ấp chiến lược phát động quần chúng nổi dậy phá kềm.
Năm 1966, bà được bầu vào Huyện ủy viên huyện Châu Thành.
Năm 1970, trong một chuyến chuyển vũ khí bà bị bắn trọng thương ở chân, phải về căn cứ ở Vũng Liêm điều trị. Do nóng lòng quay lại tham gia kháng chiến, bà xin được trở lại hoạt động khi vết thương vẫn chưa lành hẳn.
Ngày 23/8/1970 bà bị gián điệp phát hiện, hầm bí mật bị khám phá, bà cùng Trương Văn Sáu (nay là bí thư Tỉnh ủy Vĩnh Long) cố chống trả và tẩu thoát, nhưng do chân đau bà bị địch bắt. Do không chịu đầu hàng và chửi lại khi bị hăm dọa khai thác, bà bị bắn tại chỗ, thi thể bị kéo về Chợ Lách.
Ngày nay tại Vình Long trường Mầm non nằm cạnh Trường PTTH Lưu Văn Liệt, trên địa bàn Phường1, tp. Vĩnh Long, mang tên bà.
Bà đã được truy tặng:
- Huân chương Quyết thắng hạng I
- Huân chương giải phóng hạng I
- Huân chương Kháng chiến chống Mỹ hạng I

## Tư liệu
- Nguồn: Cổng Thông tin điện tử Vĩnh Long[liên kết hỏng]